# Tagudin
Tagudin est une municipalité de 2e classe située dans la province d'Ilocos Sur aux Philippines. Selon le recensement de 2010 elle est peuplée de 38 122 habitants.

## Barangays
Tagudin est divisée en 43 barangays.
- Ag-aguman
- Ambalayat
- Baracbac
- Bario-an
- Baritao
- Becques
- Bimmanga
- Bio
- Bitalag
- Borono
- Bucao East
- Bucao West
- Cabaroan
- Cabugbugan
- Cabulanglangan
- Dacutan
- Dardarat
- Del Pilar
- Farola
- Gabur
- Garitan
- Jardin
- Lacong
- Lantag
- Las-ud
- Libtong
- Lubnac
- Magsaysay
- Malacañang
- Pacac
- Pallogan
- Pula
- Pudoc East
- Pudoc West
- Quirino
- Ranget
- Rizal
- Salvacion
- San Miguel
- Sawat
- Tallaoen
- Tampugo
- Tarangotong